# Линар (Шаранта)
Лина́р (фр. Linars) — коммуна во Франции, находится в регионе Пуату — Шаранта. Департамент — Шаранта. Входит в состав кантона Йерсак. Округ коммуны — Ангулем.
Код INSEE коммуны — 16187.

## География
Коммуна расположена приблизительно в 400 км к юго-западу от Парижа, в 105 км южнее Пуатье, в 6 км к западу от Ангулема.
Коммуна расположена на правом берегу реки Шаранта. Через территорию коммуны с севера на юг протекает река Нуэр, приток Шаранты.

## Население
Население коммуны на 2008 год составляло 2064 человека.
| 1962 | 1968 | 1975 | 1982 | 1990 | 1999 | 2008 |
| ---- | ---- | ---- | ---- | ---- | ---- | ---- |
| 726  | 852  | 1667 | 2208 | 2193 | 2095 | 2064 |

## Климат
Климат океанический. Ближайшая метеостанция находится в городе Коньяк.
| Показатель                        | Янв. | Фев. | Март | Апр. | Май  | Июнь | Июль | Авг. | Сен. | Окт. | Нояб. | Дек. | Год   |
| --------------------------------- | ---- | ---- | ---- | ---- | ---- | ---- | ---- | ---- | ---- | ---- | ----- | ---- | ----- |
| Средний суточный максимум, °C     | 8,7  | 10,5 | 13,1 | 15,9 | 19,5 | 23,1 | 26,1 | 25,4 | 23,1 | 18,5 | 12,4  | 9,2  | 17,7  |
| Средняя температура, °C           | 5,4  | 6,7  | 8,5  | 11,1 | 14,4 | 17,8 | 20,2 | 19,7 | 17,6 | 13,7 | 8,6   | 5,9  | 12,5  |
| Средний суточный минимум, °C      | 2,0  | 2,8  | 3,8  | 6,2  | 9,4  | 12,4 | 14,4 | 14,0 | 12,1 | 8,9  | 4,7   | 2,6  | 7,8   |
| Норма осадков, мм                 | 80,4 | 67,3 | 65,9 | 68,3 | 71,6 | 46,6 | 45,1 | 50,2 | 59,2 | 68,6 | 79,8  | 80,0 | 783,6 |
| Источник: Relevé météo des Cognac |      |      |      |      |      |      |      |      |      |      |       |      |       |

## Администрация
| Период | Период | Фамилия        | Партия       | Примечания |
| ------ | ------ | -------------- | ------------ | ---------- |
| 1992   | 2008   | Робер Шаберно  |              | пенсионер  |
| 2008   |        | Мишель Жермано | Разные левые | техник     |

## Экономика
В 2007 году среди 1278 человек в трудоспособном возрасте (15—64 лет) 882 были экономически активными, 396 — неактивными (показатель активности — 69,0 %, в 1999 году было 69,8 %). Из 882 активных работали 816 человек (404 мужчины и 412 женщин), безработных было 66 (29 мужчин и 37 женщин). Среди 396 неактивных 114 человек были учениками или студентами, 202 — пенсионерами, 80 были неактивными по другим причинам.

## Достопримечательности
- Церковь Сен-Пьер (XII век). Исторический памятник с 1913 года[3]
  - Бронзовый колокол 1752 года. Исторический памятник с 1943 года[4]

## Фотогалерея

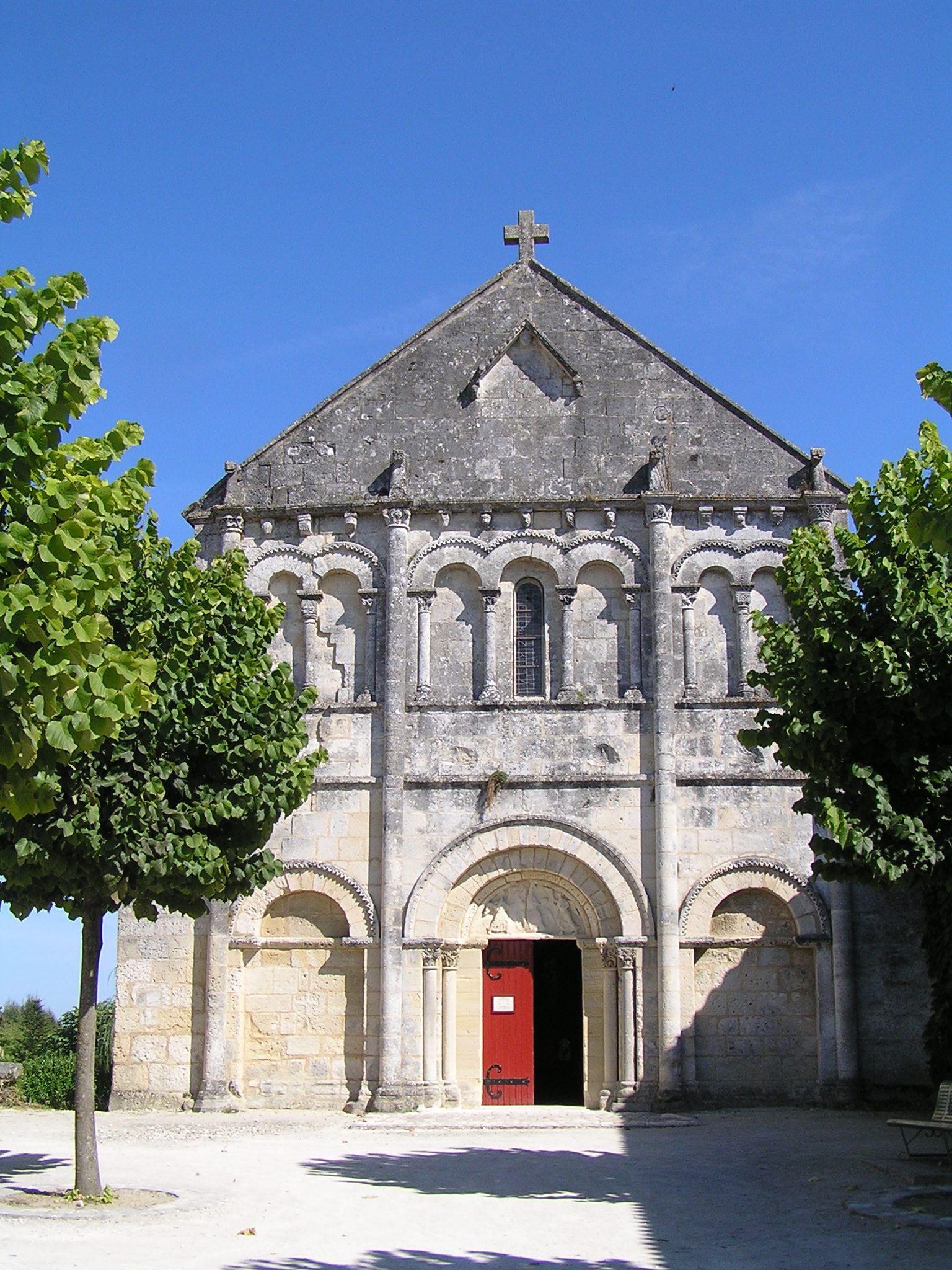
Церковь Сен-Пьер
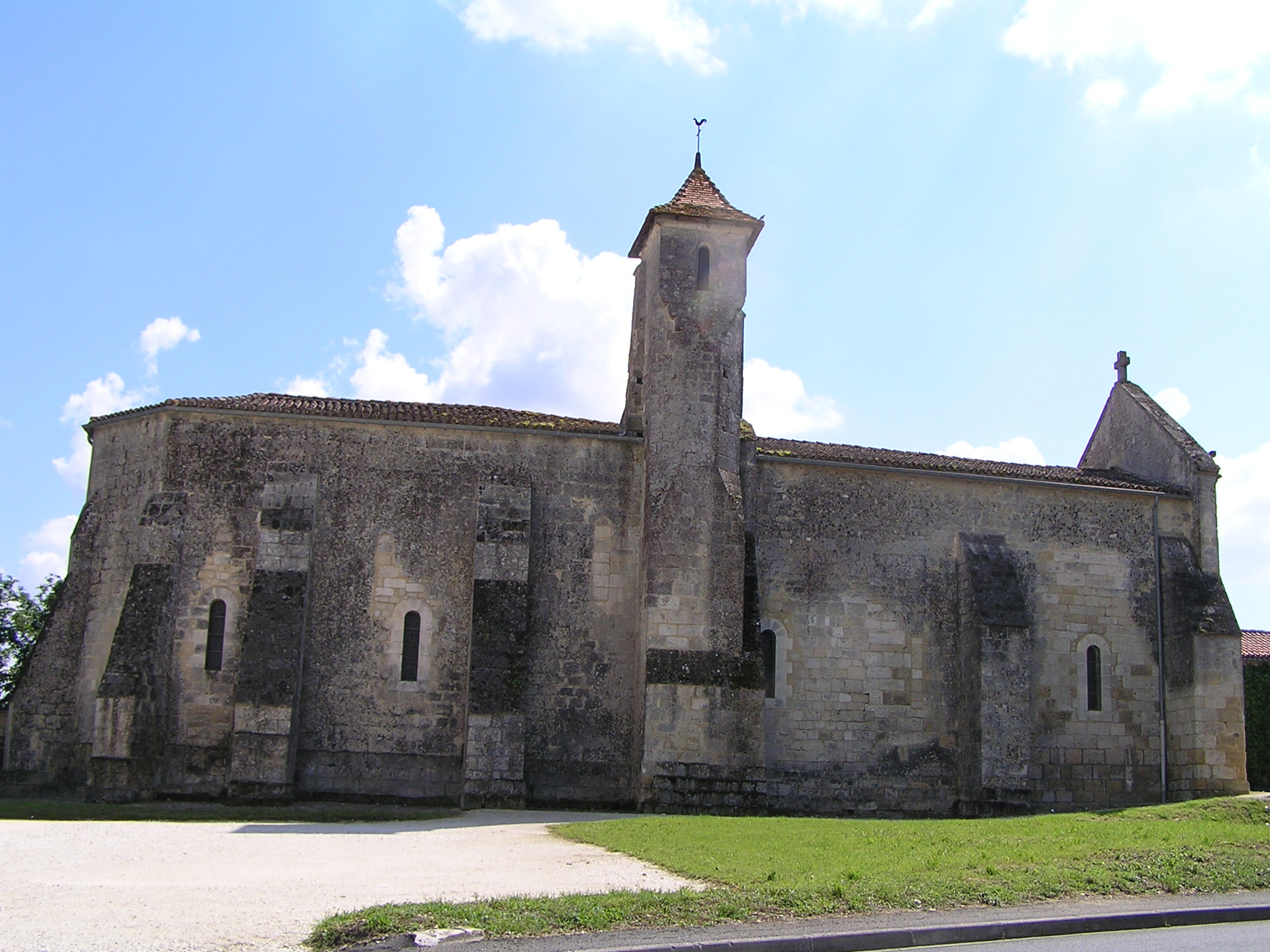
Церковь Сен-Пьер
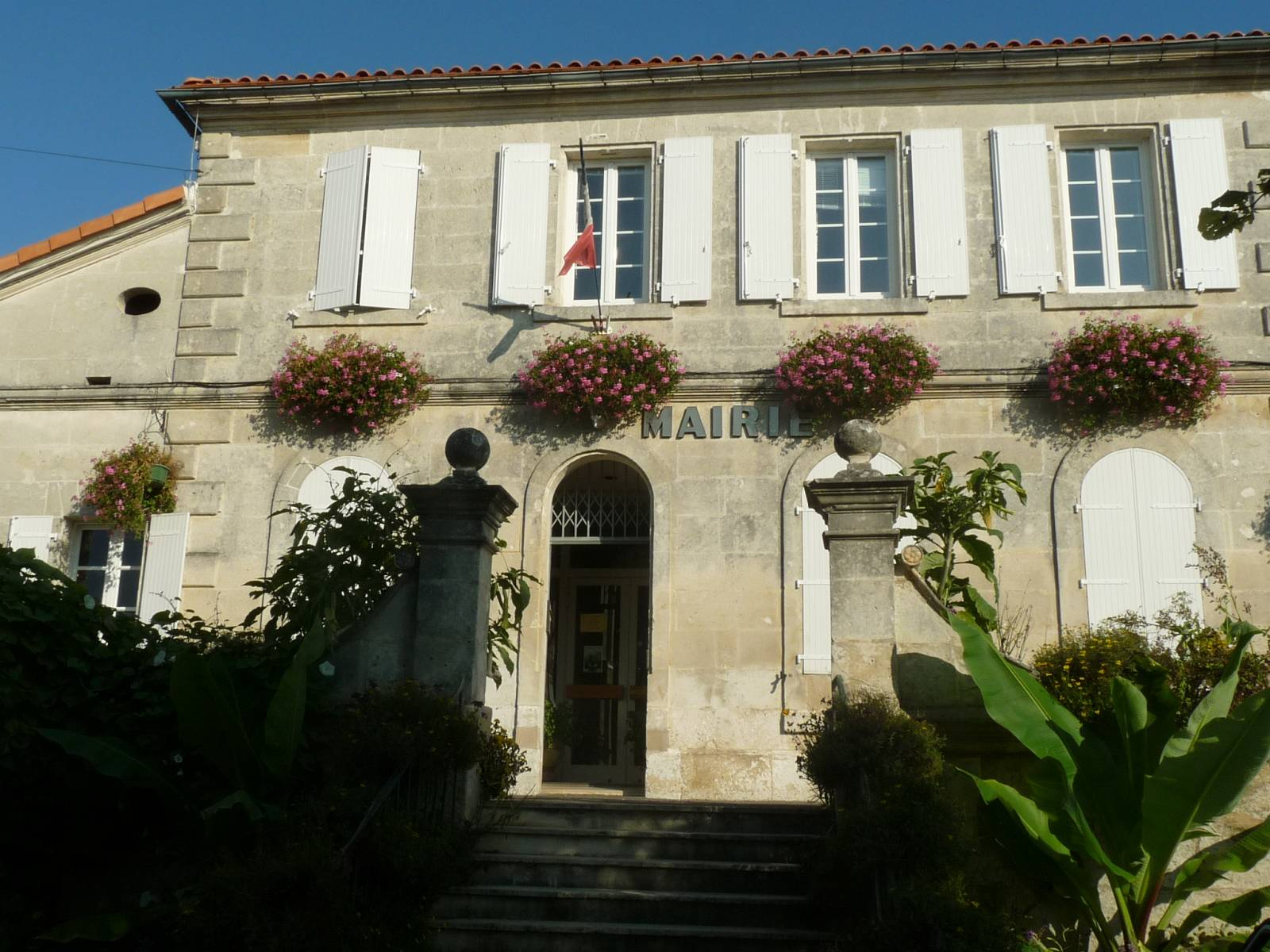
Мэрия
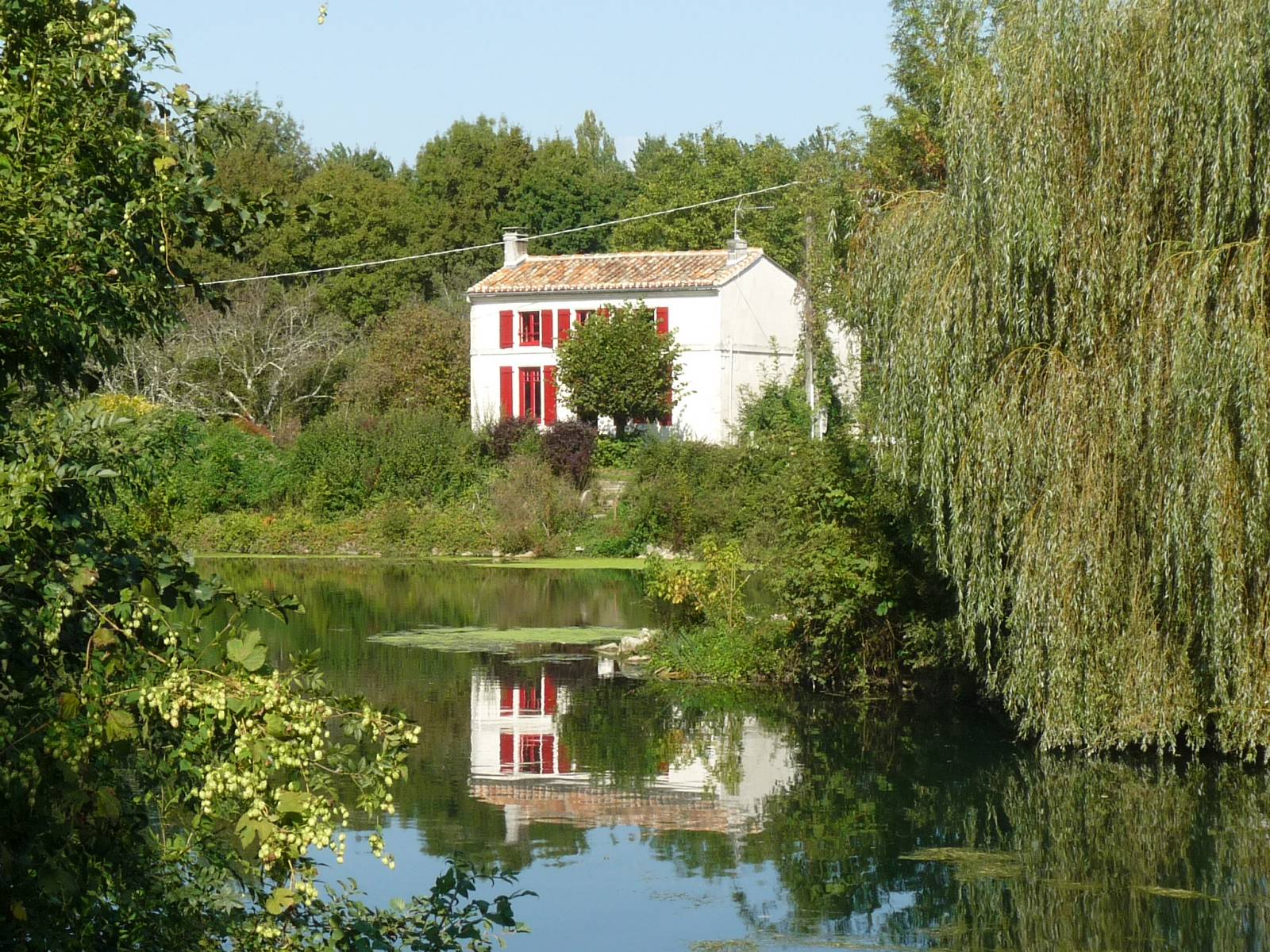
Дом на берегу реки Шаранта